# Liste der Landschaftsschutzgebiete in der Stadt Lübeck
Die Liste der Landschaftsschutzgebiete in Lübeck enthält die Landschaftsschutzgebiete der kreisfreien Stadt Lübeck in Schleswig-Holstein.
| Bild | Nummer  | Bezeichnung des Gebietes                                     | Fläche in Hektar | Koordinaten                  | Gemeinde(n) | Datum der Verordnung | Lage                          |
| ---- | ------- | ------------------------------------------------------------ | ---------------- | ---------------------------- | ----------- | -------------------- | ----------------------------- |
|      | 3-HL-01 | Lauerholz                                                    | 1088,23          | 53° 52′ 58″ N, 10° 44′ 45″ O | Lübeck      | 1970                 | OpenStreetMap Übersichtskarte |
|      | 3-HL-02 | Wakenitz und Falkenhusen                                     | 421,39           | 53° 50′ 28″ N, 10° 43′ 43″ O | Lübeck      | 1970                 | OpenStreetMap Übersichtskarte |
|      | 3-HL-03 | Travemünder Winkel                                           | 1361,16          | 53° 56′ 17″ N, 10° 48′ 45″ O | Lübeck      | 1991                 | OpenStreetMap Übersichtskarte |
|      | 3-HL-04 | Dummersdorfer Feld                                           | 385,06           | 53° 55′ 3″ N, 10° 50′ 21″ O  | Lübeck      | 1992                 | OpenStreetMap Übersichtskarte |
|      | 3-HL-05 | Brodtener Winkel                                             | 539,99           | 53° 59′ 1″ N, 10° 51′ 49″ O  | Lübeck      | 1992                 | OpenStreetMap Übersichtskarte |
|      | 3-HL-06 | Ringstedtenhof                                               | 144,15           | 53° 49′ 51″ N, 10° 40′ 24″ O | Lübeck      | 1993                 | OpenStreetMap Übersichtskarte |
|      | 3-HL-07 | Schlutup                                                     | 132,17           | 53° 52′ 48″ N, 10° 47′ 8″ O  | Lübeck      | 1993                 | OpenStreetMap Übersichtskarte |
|      | 3-HL-08 | Schwartauwiesen                                              | 108,00           | 53° 54′ 42″ N, 10° 43′ 7″ O  | Lübeck      | 1994                 | OpenStreetMap Übersichtskarte |
|      | 3-HL-09 | Talraum und Umfeld von Grienau und Quadebek                  | 603,40           | 53° 49′ 7″ N, 10° 36′ 43″ O  | Lübeck      | 1994                 | OpenStreetMap Übersichtskarte |
|      | 3-HL-10 | Wüstenei                                                     | 329,66           | 53° 53′ 7″ N, 10° 34′ 56″ O  | Lübeck      | 1996                 | OpenStreetMap Übersichtskarte |
|      | 3-HL-11 | Kücknitzer Mühlenbach und Söhlengraben                       | 89,82            | 53° 54′ 24″ N, 10° 47′ 3″ O  | Lübeck      | 1996                 | OpenStreetMap Übersichtskarte |
|      | 3-HL-12 | Trave-Einzugsgebiet zwischen Wesenberg und Elbe-Lübeck-Kanal | 975,04           | 53° 50′ 3″ N, 10° 35′ 46″ O  | Lübeck      | 1998                 | OpenStreetMap Übersichtskarte |
|      | 3-HL-13 | Fackenburger Landgraben und Tremser Teich                    | 66,89            | 53° 53′ 53″ N, 10° 40′ 31″ O | Lübeck      | 2000                 | OpenStreetMap Übersichtskarte |
|      | 3-HL-14 | Küstenlandschaft Priwall                                     | 42,95            | 53° 57′ 22″ N, 10° 53′ 25″ O | Lübeck      | 2022                 | Übersichtskarte               |